# Hérondas
Œuvres principales
- Mimiambes

Hérondas, en grec ancien Ἡρώδας (Hêrôdas), Ἡρώδης (Hêrôdês) ou Ἡρώνδας (Hêrôndas), est un poète grec antique ayant vécu au IIIe siècle av. J.-C., auteur de mimiambes, genre hybride entre le mime et l'iambe.
Hérondas faisait probablement partie du cercle des intellectuels que les deux premiers Ptolémées avaient réunis dans l'île de Cos, leur résidence d'été. On n'en sait pas plus sur sa vie et on ignore la cité grecque dont il est originaire. On ne connaît même pas son nom avec certitude : on le cite aussi dans l'Antiquité sous les noms de Hêrôïdas ou Hêrôdas, nom qui lui est très souvent appliqué aujourd'hui, ou encore Hêrôdès.
Un de ses mimiambes a certainement été écrit vers le milieu du IIIe siècle av. J.-C.. Son œuvre était perdue, lorsqu'en 1891 F.G. Kenyon publia les fragments souvent très étendus d'un rouleau de papyrus acheté en Égypte pour le British Museum, fragments dans lesquels on avait identifié sans difficulté des Mimiambes d'Hérondas (papyrologie). Ce papyrus composé de 46 colonnes de texte, fut rédigé au premier et deuxième siècle de notre ère, avec plusieurs corrections de ses propriétaires. Plus tard, le British Museum put acquérir d'autres fragments, en 1892 et 1900, le plus souvent des miettes, qui complétèrent le texte.

## LesMimes
Pratiqué avant Hérondas par d'autres poètes : Sophron, Xénarque, Épicharme (Lettres de Pline, IV, 3), le genre, connu sous le terme plus général de mime, décrit une scène de la vie courante. Hérondas y déploie souvent une ironie de spectateur désabusé de la petite humanité qui l'entoure. Il utilise les vers iambiques ou choliambes. Il s'agit d'un mime, de contrefaire, d'imitation de l'objet ou de l'animal, telle les Édoniens d'Eschyle ou des personnages, comparés à des bouffons et dénoncés par Démosthène. Ces imitations utilisent les onomatopés pour les animaux, les instruments de musiques ou les phénomènes de la nature. Ils sont décriés par Platon dans son quatrième livre de La République. Ils prennent la forme de dialogues en soixantaines de vers et n'étaient pas destinées à la représentation. Le papyrus est composé de douze mimes, les quatre derniers sont extrêmement lacunaires. On apprécie particulièrement les trois premiers mimes.
- Dans L'entremetteuse (I), une maquerelle tâche de débaucher une jeune femme dont le mari est en voyage depuis dix mois, en vantant les mérites d'un jeune gandin, amoureux d'elle, riche et sage. Lorsque Mètrichè comprend où elle veut en venir, elle s'indigne un moment, mais renvoie la vieille séductrice en lui faisant boire un coup. Le poème ne manque pas l'occasion de vanter la prospérité de l'Égypte des Ptolémées et la beauté des femmes, pour faire comprendre que le mari y a certainement oublié son épouse.
- Dans le Marchand de filles (II), parodie ironique d'une plaidoirie devant des juges à la manière des grands rhéteurs attiques, un proxénète évoque les grands principes de la justice pour obtenir des dommages-intérêts d'un client qui a, à l'entendre, a mis du désordre dans son établissement et a fort malmené une de ses pensionnaires (il l'a amenée pour que le tribunal constate les sévices qu'elle a subis).
- Dans le Maître d'école (III), le mime met en scène une brave mère de famille qui ne s'en sort plus avec son vaurien de fils et l'a amené à l'école pour qu'il soit châtié par le maître. Celui-ci interrompt les doléances de la pauvre et les appels à la pitié du coupable pour préparer le châtiment. Il interrompt trop tôt la volée de coups au gré d'une maman excédée qui s'éloigne pour raconter la chose à son vieux mari et chercher des entraves pour que le gamin les subisse « sous les yeux (des statues) des Muses qu'il a méprisées ».
- Dans Au temple d'Asclépios (IV), deux femmes apportent une offrande de gratitude au temple du dieu-guérisseur, et admirent les œuvres exposées (il s'agit probablement du temple situé à Cos).
- Dans La jalouse (V), une maîtresse menace son esclave, qui était manifestement son amant, de châtiment pour avoir couché avec une autre femme. Une jeune esclave intervient et convainc la maîtresse de retarder la punition.
- Dans Deux amies en visite (VI), une femme nommée Metro visite sa voisine Koritto afin de savoir où elle s'est fait fabriquer son godemichet de cuir rouge. Celle-ci lui indique le nom de l'artisan, le cordonnier Kerdon, chez qui Metro décide de se rendre.
- Dans Chez le cordonnier (VII), Metro amène des amies chez Kerdon, qui leur présente des paires de chaussures (le lien avec la composition précédente autorisant de supposer qu'il est question de plus que des chaussures), tout en se plaignant sur les difficultés du temps.
- Dans Le Rêve (VIII), le poète au réveil raconte le rêve qu'il a fait, qu'il interprète.